# Nolay, Côte-d'Or
Nolay je naselje in občina v francoskem departmaju Côte-d'Or regije Burgundije. Leta 2006 je naselje imelo 1.468 prebivalcev.

## Geografija
Kraj leži v pokrajini Burgundiji ob reki Cozanne, 60 km jugozahodno od središča Dijona.

## Uprava
Nolay je sedež istoimenskega kantona, v katerega so poleg njegove vključene še občine Aubigny-la-Ronce, Baubigny, Chassagne-Montrachet, Cormot-le-Grand, Corpeau, Ivry-en-Montagne, Jours-en-Vaux, Molinot, Puligny-Montrachet, La Rochepot, Saint-Aubin, Saint-Romain, Santenay, Santosse, Thury in Vauchignon s 6.333 prebivalci.
Kanton Nolay je sestavni del okrožja Beaune.

## Zanimivosti
- cerkev sv. Martina iz 15. stoletja;

## Osebnosti
- Lazare Carnot, francoski znanstvenik in politik (1753-1823);